# Darwin's Game
Darwin's Game (Nhật: ダーウィンズゲーム Hepburn: Dāwinzu Gēmu) là một bộ truyện manga Nhật Bản do FLIPFLOPs sáng tác và minh họa. Nội dung nói về học sinh trung học Sudou Kaname tham gia vào một trò chơi sinh tử trên di động tên "Darwin's Game". Một bản anime chuyển thể bởi studio hoạt hình Nexus phát sóng trên truyền hình Nhật bắt đầu từ tháng 1 năm 2020.

## Tổng quan và thiết lập

### Nội dung
Một học sinh cao trung 17 tuổi tên Sudō Kaname sống đời thường bỗng chấp nhận lời mời tham gia vào một game online gọi là Darwin's Game, trò này liên quan giữa sự sống và cái chết được định hình dưới dạng một ứng dụng điện thoại. Những người chơi game đều được trao ban một năng lực gọi là Sigil, dùng để đối phó với người chơi khác. Cơ bản người chơi mắc kẹt trong trò chơi và tàn sát lẫn nhau với người chơi khác đi kèm kết quả nhận phần thưởng, Kaname quyết tâm chiến trắng trò chơi và đánh bại Game Master.

### Darwin's Game
Darwin's Game hay còn gọi là D-Game (Dゲーム Dī Gēmu), một trò chơi sinh tử được định hình dưới dạng ứng dụng điện thoại tạo ra bởi một người tên Game Master (hay gọi là GM), cho người chơi một năng lực gọi là "sigil" sau khi chấp nhận tham gia. Cách thức tham gia khi người chơi nhấp vào một đường liên kết, một con rắn hiện ra từ màn hình điện thoại, cắn vào cổ người chơi, đôi khi có những người chơi ngất đi sau khi bị cắn, khi tỉnh dậy họ chính thức bước vào trò chơi.
Người chơi bắt đầu với tổng 30 điểm, một khi thắng họ toàn quyền thu về toàn bộ số điểm của đối thủ, từ điều này suy ra có hai kiểu hình chiến đấu là đấu xếp hạng (クラスマッチバトル), ghép hai người chơi cùng hạng đấu với nhau bằng cách dịch chuyển một người chơi đến chỗ người chơi kia, và đấu đối kháng (エンカウントバトル), đấu trực tiếp với một người chơi gần đó. Đấu hạng gồm 4 xếp loại A, B, C và D, mỗi hạng kèm theo một số như A1, A2,... hạng của người chơi tùy thuộc vào số điểm hiện có, người chơi hạng cao sẽ nhận điểm thưởng mỗi tháng.
Một điểm có thể đổi ra 100,000 yên, vì lí do này mà nhiều người tham gia D-Game để kiếm tiền nhưng thực tế phần lớn là tàn sát nhau. Điểm có thể dùng để mua các vật phẩm trong cửa hàng hay dùng gacha, dùng một gacha đổi bằng một điểm, súng là vật khó rơi nhất với tỷ lệ 8%. Thông thường những người chơi từ hạng B2 đã có thể lập clan (bang hội).

### Sigil
Sigil (シギル Shigiru) là năng lực siêu nhiên được trao tặng bởi Game Master cho bất cứ người chơi nào tham gia D-Game. Sigil tựa như một vũ khí của người chơi, họ sẽ tự động tìm và biết cách dùng Sigil, năng lực này được tặng duy nhất một lần và người chơi không thể thay đổi Sigil của mình.
Trong một chương truyện thêm của tập 7, theo Rein có khoảng 4 cấp bậc dành cho Sigil đi kèm tỷ lệ, xếp cao từ trên xuống dưới:
- Cấp bậc hiếm mang tên của các vị thần (1% hoặc ít hơn)
- Cấp bậc có nhiều danh hiệu quý tộc mang nhiều khả năng mạnh mẽ (dưới 4%)
- Cấp bậc dựa theo tính cách nhân vật (dưới 20%)
- Cấp bậc mang tên của một con vật, có khả năng biến đổi cơ thể hay gia tăng giác quan (75%)

Sigil chia theo năm hệ gồm:
- Hệ niệm động (念動系 (niệm động hệ)?): cho phép người dùng điều khiển hay tác động đến vật chất bằng ý nghĩ
- Hệ biến hoá thân thể (身体変化系 (thân thể biến hoá hệ)?): biến đổi một phần cơ thể người dùng thành một vật chất khác
- Hệ thao túng tinh thần (精神操作系 (tinh thần thao tác hệ)?): có khả năng ảnh hưởng trực tiếp đến tâm trí mục tiêu, thường là áp đặt suy nghĩ, hành động, yêu cầu đối tượng,... chỉ hoạt động trên một số con người và động vật cụ thể.
- Hệ chế luyện khoa học (科学錬成系 (khoa học luyện thành hệ)?): điều chế các loại hóa chất đặc biệt dùng theo từng trường hợp
- Hệ khuếch trương cảm giác (感覚拡張系 (cảm giác khuếch trương hệ)?): hay còn gọi là ESP, cường hóa một trong năm giác quan của người dùng hoặc phát triển giác quan thứ sáu.

### Sự kiện

#### Săn kho báu
Sự kiện đầu tiên Kaname tham gia vào, yêu cầu của Săn kho báu là tìm kiếm kho báu trong khu vực Shibuya bằng cách đọc mã QR trên bảy chiếc nhẫn thu thập được. Giai đoạn đầu của sự kiện có thể cho là săn nhẫn trước sau đó đến săn kho báu. Kaname chiến thắng clan "Eighth" khi thu được chìa khóa mở hòm kho báu.

#### Hunting Game
Sự kiện xảy ra tại một hòn đảo hẻo lánh trong một thế giới khác với thế giới của D-Game, nơi có làng Nihonkoku và những sinh vật Doume. Với yêu cầu người chiến thắng đạt tổng 10.000 điểm, tùy vào số điểm đạt được bằng cách giết, tương ứng người thường 100 điểm, loài Doume 200 điểm và giết người chơi D-Game - 100 điểm. Nhóm của Kanahira Hideaki (quản lý clan hội bảo hiểm) tìm đến làng Nihonkoku để giết người dân nơi đây nhằm tăng số điểm, nhưng nhóm Kaname đã kịp thời ngăn chặn. Trò chơi kết thúc khi quản trị game Oboro hạ gục Doume chúa, để thuyết phục Game Master - Oboro đã nói Kaname là người giết nó, kết quả Kaname chiến thắng thêm sự kiện.

#### Cuộc chiến với Vua hải tặc
Sự kiện trên một con tàu lớn ngoài biển, lượng lớn người chơi sẽ lập thành hai đội  đối đầu nhau gồm bên Thủy Thủ và Hải tặc. Hải tặc sẽ thắng khi mở được ba trong năm ổ khóa kho báu của Thủy thủ, Thủy thủ sẽ thắng khi mở được một ổ khóa của Hải tặc, đặc biệt trong sự kiện khi Hải tặc đã mở được hai ổ khóa, Thủy thủ đã đánh chìm con tàu để Hải tặc không chiếm lấy ba ổ khóa còn lại. Cuối cùng bên Thủy thủ ra ý đầu hàng vì biết Hải tặc không thể thắng và Hải tặc đầu hàng vì biết kéo dài cuộc chiến hai bên cũng chỉ thêm vô ích.

#### Shibuya Hunting Game
Sự kiện tập hợp người chơi D-Game giết những sinh vật tên Greed tại Shibuya. Dù yêu cầu chiến thắng và thời điểm kết thúc sự kiện không rõ ràng, loại Greed như "Greed S", là một con gấu hoặc chó sói, hạ gục chúng nhận được 100 điểm, và "Greed LL", một con voi ma mút một mắt tương với 10,000 điểm.

## Nhân vật

Năm nhân vật chính của bộ truyện, từ trái qua phải gồm Kashiwari Rein, Karino Shuka, Sudou Kaname, Maesaka Ryuuji, Sui/Souta, đây là năm thành viên đầu của bang hội Sunset Ravens trước khi có 4 thành viên khác gia nhập

### Clan (Bang hội)

#### Sunset Ravens
Bang hội do nhân vật chính Kaname thành lập, gồm 9 người. Tên của bang có nghĩa như "những con quạ bay về phía hoàng hôn" do các thành viên của hội đặt ngoài Rein, vì quạ là loài "thân thiện với đồng loại" và là "loài cứng đầu nhất".
Sudō Kaname (須藤 要)
Lồng tiếng bởi: Kobayashi Yūsuke
Nam chính 17 tuổi của bộ truyện. Cậu sống một mình trong một căn hộ, cha cậu đã chuyển sống ở nước ngoài còn mẹ cậu đã qua đời từ lâu.
Một ngày, Kaname đột ngột bị đưa vào Darwin's Game sau khi chấp nhận lời mời từ người bạn cầu sự giúp đỡ của cậu – người đã chết trong trò chơi. Kaname tham gia mà không có chút hiểu biết nào về trò chơi, cậu đã nhanh chóng hạ gục Banda-kun và đấu sĩ hạng A Shuka. Sau khi lập một đội với Shuka, Kaname lần đầu tiên tham gia một sự kiện săn tìm kho báu của D-Game tại Shibuya. Sau khi tìm thấy kho báu, cậu kết nạp được Rein, Ryuuji, Sui/Souta vào đội và sau đó thành lập một clan tên "Sunset Ravens" mà Kaname là chỉ huy. Clan của cậu chọn Shibuya làm lãnh thổ, người chơi nào tổ chức D-Game trái phép hay vi phạm trong khu vực này đều bị trừng phạt dưới danh nghĩa thủ lĩnh của clan.
Sigil "Hinokagutsuchi" (火神鎚) cho phép Kaname sao chép lại những đồ vật như vũ khí mà cậu từng thấy, tuy nhiên không thể tạo ra những đồ công nghệ như điện thoại hay đồ vật lớn như xe hơi. Tiêu hao nhiều Sigil khiến cậu mệt nhọc kèm đồ vật biến mất và có khả năng bất tỉnh, đồ vật cũng biến mất khi cậu hô "trở về" và cũng biến mất nếu xa hơn phạm vi Sigil của Kaname là 2km, phạm vi càng thu nhỏ khi cậu càng tạo ra nhiều đồ vật cùng lúc. Ngoài ra, Kaname yếu thế trong việc tạo thực phẩm và dược phẩm.
Trí thông minh cùng khả năng ứng biến cực kỳ tốt đã tạo Kaname những phản xạ nhanh nhẹn đưa cậu lên những vị trí hàng đầu trò chơi. Giai đoạn đầu cho thấy Kaname yếu về mặt thể chất, khi cậu mệt và khó thở lúc chạy một khoảng cách ngắn, sau khi rèn luyện với Tuyết Lan và vị quản gia Sĩ Minh, Kaname có thể đối đầu với tình huống khó lường và biết dùng katana. Dù điểm nhấn của trò chơi là tàn sát, Kaname vẫn không giết đối thủ ngay lập tức, cậu thích giải quyết các trận chiến cách hòa đồng, nhưng sẽ dùng đến vũ lực khi đó là bắt buộc.
Karino Shuka (狩野 朱歌)
Lồng tiếng bởi: Ueda Reina
Một cô gái 16 tuổi đến từ một gia đình giàu có. Khi còn nhỏ, cha mẹ cô bị sát hại bởi người chơi D-Game trong một đêm. Shuka không hề tham gia trò chơi cho đến khi một cô gái tên Miho lừa cô vào, Miho và thủ phạm giết cha mẹ cô là hai nạn nhân đầu tiên của Shuka. Cô được mệnh danh là "Nữ hoàng bất bại" khi ghi được 49 chiến thắng liên tục trong trò chơi, trước khi kỉ lục phải ngưng lại lúc bại trận dưới tay Kaname, dần cô bắt đầu nảy sinh tình cảm với cậu và đồng ý làm mọi mệnh lệnh. Cả hai thành lập một đội với nhau sau này thành lập một clan lớn.
Queen of Thorn (棘薔薇の女王) cho phép cô điều khiển các vật là dây như dây xích hay dây điện, dùng cắt đôi người hay tấn công bất ngờ. Tính cách thân thiện nhưng căm phẫn khi cần thiết và gần như không sợ chết.
Kashiwagi Rein (柏木 鈴音)
Lồng tiếng bởi:  Ōmori Nichika
Có biệt danh là "Rain" (レイン Rein, đồng âm với tên cô), một nhà cung cấp thông tin 13 tuổi. Cô đóng vai trò trao đổi và mua bán thông tin với các người chơi, đôi khi cô được gọi là "Nhà phân tích" nhờ kĩ năng xử lí thông tin và suy luận sắc bén, cùng  khả năng giữ bình tĩnh cao và trí thông minh tốt cô nhận được không ít sự tôn trọng. Cô lần đầu gặp Kaname khi bị mắc kẹt trong một khách sạn trong sự kiện tìm kho báu, cả hai đã hợp tác với nhau tìm và đánh bại kẻ làm mắc kẹt. Rein tham gia vào Sunset Ravens để cùng Kaname vén màn phần còn lại của trò chơi.
"Laplace" (世界関数) cho Rein biết vị trí chính xác của động lượng các vật xung quanh và tính toán sự di chuyển của các vật đó ở tương lai gần, cơ bản cho cô thấy các vật sẽ di chuyển thể nào ở tương lai, nhưng có thể bị khống chế nếu đối phương di chuyển quá nhanh hay dịch chuyển. Laplace cũng cho cô thu thập thông tin của cá nhân cần tìm như chiều cao, tuổi tác,... hay theo dõi các cuộc hội thoại, nhịp tim,... Nếu dùng sâu sigil này, Rein có cảm giác như đang chìm vào giữa một "đại dương đầy thông tin", đi sâu hơn khiến cô mất nhận thức một lúc. Ngoài ra Rein là một tay bắn tỉa với được ghi nhận nhắm bắn một mục tiêu ở khoảng cách 2000m.
Maesaka Ryūji (前坂 隆二)
Lồng tiếng bởi: Yashiro Taku
Một tay xạ thủ 21 tuổi ban đầu là kẻ thù của Kaname trong việc tìm những chiếc nhẫn trong sự kiện săn kho báu, sau này là bạn Kaname khi hợp tác cùng nhau chiến thắng sự kiện. Anh tham gia D-Game cùng em trai để kiếm tiền, nhưng đã chuyển mục tiêu sang Wang của clan "Eighth" sau khi em trai Ryuuji bị sát hại. Sau khi tham gia clan của Kaname, anh thường đi đôi với Sui.
Sigil "True Or Lie" (嘘発見器トゥル―オアライ) cho biết nếu đối phương nói dối hay không, nhưng không hiệu quả nếu đối phương tin lời nói của mình là thật hay không biết toàn bộ sự thật. Vì sigil này không có khả năng chiến đấu, Ryuuji thường mang theo một khẩu súng máy, súng lục nhằm dự phòng, đeo mặt nạ và mặc áo chống đạn. Ryuuji cũng có một chiếc xe tiện cho việc di chuyển của clan đến nơi xa.
Sui/Sōta (スイ/ソータ)
Lồng tiếng bởi:  Hanamori Yumiri
Thành viên trẻ nhất 11 tuổi của Sunset Ravens có tính cách kép, Sui thường xuất hiện nhiều hơn với vẻ bề ngoài và còn chứa linh hồn của Souta –  người anh sinh đôi quá cố của Sui. Họ thường đổi chỗ cho nhau lúc cần thiết. Sui tham gia Sunset Raven sau khi làm hòa với Shuka vì từng giữ cô trong nước đến nghẹt thở, vị trí của Sui trong clan là thường quan sát và truy tìm thủ phạm, ít khi chiến đấu. So với tính cách của Sui là rụt rè, trầm tính và nhút nhát thì ngược lại với Souta là tàn bạo, máu lạnh và bộc trực.
Sigil "Pollux Light" (枯れずの水瓶) của Sui có tác dụng điều khiển nước hoặc một số chất lỏng khác như nước ngọt và súp, vì không thể điều khiển nước  nhanh nên sigil này thụ động trên chiến trường. Cô cũng có thể định vị một người ở đâu nhờ cảm nhận máu và nước trong cơ thể họ, hoặc điều khiển và thay đổi lưu lượng máu trong cơ thể đối phương đến mức có thể đưa hết máu ra ngoài. "Castor Light" (開かずの氷室) của Souta là đóng băng, thường đi đôi với sigil của Sui, cậu còn có thể đóng băng nước trong chai.
Inukai (イヌカ)
Lồng tiếng bởi: Enoki Junya
Cựu thành viên của clan CLB đấm bốc Daijou, Inukai là một tay karate đến Shibuya theo hướng dẫn của Rein để tìm và thách đấu riêng với Kaname – mà chưa được Danjou, thủ lĩnh của clan cho phép, sau đó bị trục xuất khỏi clan.
Speed Star (韋駄天足) cho Inukai di chuyển ở một tốc độ cao và tấn công dốc toàn lực bằng chân, nhưng bị ảnh hưởng khi cầm vật nặng hơn một con dao. Cậu bắt đầu dùng một sansetsukon khi luyện tập với Tuyết Lan.
Lưu Tuyết Lan (劉 雪蘭 Ryū Shueran, pinyin: Liu Xuelan)
Lồng tiếng bởi:  Kayano Ai
Một nữ sát thủ đánh thuê và là người chơi đứng vị trí đầu D-Game. Cô xuất phát từ một nhóm sát thủ tồn tại 2000 năm tại Đài Loan và mang theo mong muốn tìm người kế vị. Cô đã chọn và bắt cóc Kaname vì thấy cậu hợp với khả năng ám sát, sau cùng cô bại trận và gia nhập Sunset Ravens. Cô thường mang theo một thanh katana và đeo mặt nạ kitsune.
Dù sigil của cô không rõ ràng, nhưng cô có chiêu thức truyền lại từ gia tộc mình là "Killing Intent", gây ra ảo giác cho đối phương như đang bị Tuyết Lan giết, nhưng gần như vô hiệu quả với những người không sợ chết như Shuka.
Sĩ Minh (士明 Shiimin, pinyin: Ximing)
Lồng tiếng bởi:  Umezu Hideyuki
Vị quản gia cao tuổi trung thành với Tuyết Lan. Ông lên tiếng lúc cần thiết để thuyết phục Tuyết Lan khi nào cô đã thua dựa trên tình hình mà Tuyết Lan cũng đồng ý.
Sigil của Sĩ Minh không rõ ràng nhưng ông có tài võ thuật, ông đã rèn luyện kĩ năng này với Kaname và Inukai.
Ōji Kimihiko (オージ キミヒコ)
Một thanh niên mặc đồ quân sự khi chiến đấu, Kimihiko gặp Kaname trong sự kiện sinh tồn Hunting Game và gia nhập Sunset Ravens sau khi chiến thắng. Cậu thích súng của Pháp và Bỉ, thường nói chuyện về súng.
Sigil "Third Eye" (企鵝眼) cho Kimihiko khả năng hình dung ra vị trí của một mục tiêu nhằm định vị mục tiêu đó trong tầm 50m, tuy nhiên sau khi nghe lời khuyên của Kaname, cậu đã tập trung và tăng khả năng lên 90m. Cậu bất động khi dùng sigil này.

#### Eighth
Vương (王 Wan, pinyin: Wang)
Lồng tiếng bởi: Matsuoka Yoshitsugu
Thủ lĩnh tàn bạo, độc ác và xảo quyệt khét tiếng của clan "Eighth". Wang được Shinji – một thành viên của clan, mời chơi D-Game, không như những số khác chơi game vì tiền, Wang chơi game để thỏa mãn cơn giết người, hắn thường chặt tay của người đã chết ngâm vào rượu sake. Khi thua một sự kiện vì để Kaname tuột mất kho báu, hắn giở trò trả thù bằng cách cử trợ thủ Keiichi tìm và bắt Shinozuka – bạn thân của Kaname, làm con tin tại một nhà kho ở cảng biển. Từ đây giữa Sunset Ravens xảy ra một cuộc đối đầu băng Eighth, kết quả phần lớn thành viên clan này bị giết, sau khi Wang giết Shinozuka thành từng mảnh, hắn đối đầu với Shuka và bị Kaname kết liễu.
"Beelzebub" (虚空の王) cho hắn thao túng không gian, như dịch chuyển và cắt người. Hắn có thể đổi chỗ với đối thủ. Khả năng dịch chuyển nằm trong tầm 5m và khả năng cắt không gian là 1m, nhưng theo Wang hắn dịch chuyển đến tận 10m trong khi trốn thoát Shuka, Wang dịch chuyển hàng trăm mét trên không.
Kamizaki Keiichi (カミザキ ケーイチ)
Lồng tiếng bởi: Kijima Ryūichi
Trợ thủ của Wang, Keiichi là một võ sĩ karate, trong một giải đấu karate quốc gia, Keichi từng giết đối thủ mình và cảm thấy tội lỗi, cho đến khi Wang đến và khuyên nhủ Keiichi về việc giết chóc là tốt. Sống sót sau vụ sụp đổ khách sạn trong sự kiện săn kho báu, Keiichi có vết sẹo và đeo bịt mắt ở mắt phải. Hắn chết lúc đấu Inukai khi Wang bị tiêu diệt.
"Tempest" (テンペスト) cho Keiichi kiểm soát không khí, như đánh bay kẻ thù hay đẩy một luồng không khí mạnh về đối thủ gây sức công lớn hoặc tấn công từ xa, hắn cũng có thể tạo một lá chắn để bảo vệ đồng đội và di chuyển tự do với không khí.
Shinji (シンジ)
Lồng tiếng bởi: Satō Sōma
Thuộc hạ của Wang, Shinji là người mời Wang vào D-Game, hắn thường mang theo một khẩu súng.
Shigu (シグ)
Lồng tiếng bởi: Mizunaka Maasaki
Thuộc hạ của Wang. "Agni Drive" (アグニドライブ) cho hắn bốc lửa toàn thân và nấu chảy những thứ hắn chạm vào, hắn có thể dồn lửa vào tay tấn công xuyên người.

#### CLB đấm bốc Danjou
Alexei Bergenikov / Danjou (アレクセイ・ベルジェンニコフ / ダンジョウ)
Lồng tiếng bởi: Shunsuke Takechi
Dù là một người Nga nhưng ông thích được gọi với tên "Danjou" vì yêu thích Nhật Bản, là thủ lĩnh clan "CLB đấm bốc Danjou". Với tính chính trực, không thích tính giết chóc của D-Game, ông dùng đặc quyền mình nhận được từ một sự kiện để tạo nên một hệ thống võ thuật cho clan, với tính nghiêm khắc, ông trục xuất Inukai khỏi clan vì thách đấu Kaname mà không được cho phép. Trước khi đến với con đường võ sĩ, ông từng là tay chân của mafia Nga.
"Wall Iron" (ウォールアイアン) biến đổi cơ thể ông trở nên cứng hơn vonfam. Ông có thể nâng một tảng đá lớn, và đã trải qua khóa huấn luyện của Lưu Tuyết Lan.
Kaede (カエデ)
Lồng tiếng bởi: Takada Yūki
Vợ của Daijou. Cô có "Healing Grace" (ヒーリンググレイス) tăng tốc hồi máu cho đối phương và chữa lành chấn nạn tay chân, nhưng không thể chữa bệnh tật và khuyết tật.
Hiiragi Suzune (一ろひすずね)
Lồng tiếng bởi: Kohara Kokomi
Con gái 12 tuổi của Hiiragi Ichirō, cô mắc bệnh tim mạch và phải trú tại bệnh viện. Cô thân với Rein khi Rein đến nói cô về D-Game. Cha Suzune là Ichirou tham gia D-Game để kiếm tiền lo phí bệnh của cô, không may ông qua đời tại khách sạn trong sự kiện săn kho báu, Suzune không sốc khi biết tin vì cô đã sẵn sàng để chết. Cô tham gia D-Game sau bị bác sĩ chữa bệnh cho cô – Amagasa lừa vào,  Amagasa muốn lấy mạng Suzune với sigil tạo chất độc nhưng đã bị Ryuuji bắn chết. Cô sau đó được đưa vào clan của Danjou để chăm sóc.
Sigil không rõ ràng cho Suzune thay đổi các bộ phận cơ thể thành của một con vật. Cô từng biến ngón tay mình thành móng vuốt để tấn công, mọc tai, đuôi và biến thêm chiếc sừng trên đầu cảm nhận vị trí đối thủ. Sử dụng sigil mang lại cho cô tốc độ và sức mạnh lớn, bệnh tim cô cũng mất sau khi nhận sigil.

#### Trinity
Themis (テミス)

Thủ lĩnh clan "Trinity". Themis có một đặc quyền là cho phép những người chơi D-Game cá cược một sự kiện hay một trận đấu, thường tổ chức ở trụ sở riêng của Trinity cho những người xem trận. Trong trận Hunting Game, Themis thua cược với Sunset Ravens khi đoán Kaname không thể thắng nhưng tình hình áp đảo do quản trị game Oboro can thiệp.
"Unbalance ("アンバランス) cho Themis thao túng nhận thức, phá vỡ ổn định tinh thần và khuếch đại cảm xúc của đối thủ. Như khiến một người tin "kẻ bắt cóc con tin" thật ra là "kẻ cứu thoát con tin".
Kandou (コンドウ)
Bình luận viên trong Trinity về những trận và sự kiện D-Game, anh luôn cố giữ khán giả sôi động trước những tình huống trước màn ảnh lớn. Là một người của Themis, anh luôn biết khi nào lên tiếng để thuyết phục Themis trong trường hợp cô đã thua.

#### Saigou Group
Saigou Takeshi (サイゴウ タケシ)
Thủ lĩnh "Saigou Group" đặt vị trí của clan tại Osaka. Một lần khi Kaname đến để xin hợp tác cùng, Takeshi đã có ý định giết thủ lĩnh Sunset Ravens, nhưng đã bị Kaname phản công và phải đầu hàng. Takeshi cùng em gái Arisa hợp tác với Kaname bảo vệ ngôi làng Nihonikon trong sự kiện Hunting Game.
"Knights of Round" (騎士の栄光) cho Takeshi điều khiển các vật kim loại, đặc biệt anh từng sử dụng 15 khẩu súng trường tự động cùng lúc.
Saigou Arisa (サイゴウ アリサ)
Em gái Takeshi. Sigil "Zantetsuken" (王之利剣) của cô cắt đôi mọi thứ và  thường áp dụng nó với katana của Arisa đeo sau lưng.

### Nihonkoku
Một ngôi làng có 300 người, nằm trên một hòn đảo trong sự kiện Hunting Game, người dân nơi đây tự xưng là người của "Nhật Bản cũ", mặc đồ truyền thống và dùng đồ đá, Doume là sinh vật đe dọa cho làng.
Riku (リク)
Samurai hàng đầu của làng, anh dùng kiếm, giáo, cung tên để chiến đấu. Mặc trang phục kimono truyền thống nửa thân với dây thừng quấn quanh eo lưng, sau này mặc thường phục hiện đại. Với danh nghĩa một chiến binh, Riku cố bảo vệ làng khỏi những con Douma bên ngoài gần biển và trong rừng. Anh gặp Kaname đang chiến đấu với Doume khi Ouji cầu trợ giúp và cứ năm con như thế anh có thể hạ một.
Mokuren (モクレン)
Em gái Riku, cô đứng đầu trong các vu nữ của làng. Mokuren có khả năng nhìn thấy tương lai thông qua những giấc mơ, khả năng này chỉ hoạt động khi có một nhánh tương lai có thể diễn ra, và lựa chọn là thứ ảnh hưởng đến kết quả, hay khi cuộc sống của cô bị đe dọa.

### Những người chơi D-Game xếp hạng cao
Gyokuto Sakuji (ギョクト サクジ)
Người chơi xếp thứ hai D-Game, so với Lưu Tuyết Lan tại vị trí đầu. Sakuji là anh em họ với Inori, anh luôn giữ mối quan hệ với cô là bí mật để không xảy ra rắc rối "Tartaros" (タルタロス) cho anh phá hủy những thứ chạm vào, kể cả một lưỡi kiếm.
Inori (イノリ)
Xếp thứ 7, có quan hệ họ hàng với Sakuji. Sigil "Cheshire Cat" (チェシャキャット) cho cô xuyên qua các bề mặt rắn để tránh các đòn tấn công và có thể trực tiếp phá hủy trái tim đối thủ hay cướp lấy vũ khí từ tay, nhưng lạm dụng sigil này khiến cô căng thẳng.
Killer Bee (キラービー)
Xếp thứ 9.
Mad Hatter (マッドハッタ―)
Xếp thứ 10.
Long Tao (龍 涛 Ron Tao)
Xếp thứ 1 tại Trung Quốc. Từ nhỏ là một đứa trẻ mồ côi tại khu ổ chuột, sau này Tao chơi D-Game và sau khi biết Wang đã chết, Tao đến Shibuya để tìm thủ phạm giết em trai mình, Kaname. Trong sự kiện chiến đấu Vua hải tặc, Long Tao đã từ bỏ ý định và trở nên thích thú thủ lĩnh Sunset Ravens, thừa nhận đó là lỗi của Wang khi Wang chết.
Void Walker (ヴォイドウォーカー) có tác dụng đưa những đòn tấn công về phía Tao qua một chiều không gian khác, cho đòn tấn công đó bay ra từ chiều không gian về phía đối thủ. Sigil còn cho người chơi này tránh các đòn từ xa như đạn súng bắn tỉa.

### Quản trị viên game
Game Master (ゲームマスター)
Lồng tiếng bởi: Matsukaze Masaya
Người điều hành trò chơi hay còn gọi là GM, GM quan sát và phân tích hành động của người chơi. GM có thể điều khiển sóng radio để lan truyền tín hiệu đến các người chơi D-Game, và sử dụng sigil của mình để chạy trò chơi, khiến D-Game không cần dùng mạng Internet để tham gia, ngoài ra dịch chuyển người chơi đến các địa điểm cần thiết cũng như cung cấp cho họ sigil. Với tính cách cởi mở, GM chào đón những yêu cầu của Oboro để thay đổi trò chơi cách hợp lí.
Oboro (オボロ)
Lồng tiếng bởi: Ishida Akira
Tay chân của Game Master và cũng là một sát thủ, Oboro ám sát những người mà anh được lệnh giết và hết sức bảo vệ GM. Sau khi Kaname chiến thắng sự kiện săn kho báu, Oboro hứa  hỗ trợ Kaname trong các sự kiện tiếp theo.

### Khác
Banda-kun / Katou (バンダ君 / カトウ)
Lồng tiếng bởi:  Takemoto Eiji
Một người chơi D-Game 45 tuổi, Katou là giáo viên tại trường Kaname. Trước khi chơi D-Game, Katou thường tiêu xài tiền của ông với một phụ nữ tên Rika tại câu lạc bộ, sau khi cạn sạch thì ông bắt đầu vay mượn, ông bắt đầu tham gia trò chơi để kiếm tiền để trả nợ mà không ngần ngại giết đồng nghiệp và học sinh mình. Katou hóa trang thành linh vật của một đội bóng chày hư cấu tên Saikyou Pandemics với số 666 đằng sau áo và đội một cái đầu hình gấu trúc, lấy tên Banda-kun. Là đối thủ đầu tiên của Kaname và từng giết bạn thân của cậu là Kyouda, sau này bị cán chết bởi một chiếc xe và bại trận Kaname, biến mất cũng như bị xóa khỏi trò chơi. Sau thời điểm này Banda-kun góp phần biên tập trong mỗi cuối tập truyện manga.
Stealth (ステルス) cho Banda-kun khả năng tàng hình để phục kích một cách tĩnh lặng và phòng thủ, sigil này cũng có một nhược điểm là khó tránh các đòn bất ngờ. Ông thường dùng dao để tấn công, tuy nhiên đã dùng đến súng cướp từ viên cảnh sát để săn Kaname.
Kyōda Hiroyuki (京田 浩之)
Lồng tiếng bởi: Hirose Yūya
Người bạn thân cùng lớp Kaname, cậu có chung sở thích về xe máy với bạn mình đến mức chơi D-Game để kiếm tiền mua xe, tuy nhiên Kyouda bị Banda-kun giết khi bị đuổi theo và cả trong lúc mời Kaname vào trò chơi để giúp. Khác trong bản anime, Kyouda giúp đỡ Kaname trốn khỏi Banda-kun tại phòng cảnh sát, không tránh khỏi đòn của Banda-kun đâm vào bụng, dẫn đến mất nhiều máu và biến khỏi game.
Sigil của Kyouda không được bộc lộ rõ trong manga, trong bản anime cho thấy sigil của cậu là nhìn thấy bóng hình mọi vật sống, nhìn được những đối thủ vô hình và dùng nỏ để chiến đấu.
Shinozuka (シノヅカ)
Lồng tiếng bởi: Ochiai Fukushi
Bạn thân cùng lớp Kaname. Do ảnh hưởng từ Kaname và Kyouda, cậu bắt đầu quan tâm nhiều đến xe máy. Sau sự kiện săn kho báu, Shinozuka bị bắt bởi thành viên của clan "Eight" và mất hết ngón tay do bị chặt, nhằm  đe dọa Kaname và bắt Shinozuka làm con tin. Sunset Ravens đã mở nột công cuộc giải cứu nhưng bất thành do cậu bị Wang tàn sát thành từng mảnh, dù vậy Kaname đã chứng kiến và tiêu diệt Wang, lấy điều này làm động lực cho Kaname thắng trò chơi cũng như đánh bại Game Master.
Sigil không tên cho Shinozuka "di chuyển mọi thứ mà không cầm nắm tác động lên trọng lực" (psychokinesis), như tự tháo dây trói và đẩy người vào tường, do không biết áp dụng sigil một cách đúng đắn, Shinozuka không dễ dàng chống lại Wang.
Hamada (ハマダ)
Lồng tiếng bởi:  Kobayashi Chiaki
Nhân vật gốc trong bản anime, bạn của Kaname. Trong tập đầu tiên cho thấy Banda-kun đuổi theo Hamada, thế chỗ của Kyouda trong bản manga, và cũng bị giết khi gửi lời mời trợ giúp đến Kaname vào trò chơi. Sigil của Hamada là kiểm soát kim loại, như khi cậu cầm một con dao và biến đầu dao thành nhiều phần.

## Truyền thông

### Manga
FLIPFLOP bắt đầu xuất bản bộ manga trong số tháng 1/2013 tạp chí về 'shōnen' manga Bessatsu Shōnen Champion của Akita Shoten phát hành hồi tháng 12 năm 2012. Bộ truyện hiện tại có 30 tập và đã bán được tổng cộng 8,5 triệu bản tính đến tháng 1 năm 2024.
| #  | Ngày phát hành      | ISBN              |
| -- | ------------------- | ----------------- |
| 1  | 7 tháng 6 năm 2013  | 978-4-253-22188-7 |
| 2  | 8 tháng 12 năm 2013 | 978-4-253-22189-4 |
| 3  | 7 tháng 2 năm 2014  | 978-4-253-22190-0 |
| 4  | 8 tháng 7 năm 2014  | 978-4-253-22191-7 |
| 5  | 7 tháng 11 năm 2014 | 978-4-253-22192-4 |
| 6  | 6 tháng 3 năm 2015  | 978-4-253-22193-1 |
| 7  | 7 tháng 8 năm 2015  | 978-4-253-22194-8 |
| 8  | 8 tháng 12 năm 2015 | 978-4-253-22195-5 |
| 9  | 6 tháng 5 năm 2016  | 978-4-253-22196-2 |
| 10 | 7 tháng 10 năm 2016 | 978-4-253-22197-9 |
| 11 | 6 tháng 1 năm 2017  | 978-4-253-22198-6 |
| 12 | 8 tháng 5 năm 2017  | 978-4-253-22199-3 |
| 13 | 6 tháng 10 năm 2017 | 978-4-253-22200-6 |
| 14 | 8 tháng 3 năm 2018  | 978-4-253-22207-5 |
| 15 | 8 tháng 8 năm 2018  | 978-4-253-22212-9 |
| 16 | 8 tháng 11 năm 2018 | 978-4-253-22215-0 |
| 17 | 8 tháng 3 năm 2019  | 978-4-253-22212-9 |
| 18 | 8 tháng 7 năm 2019  | 978-4-253-22215-0 |
| 19 | 6 tháng 12 năm 2019 | 978-4-253-22219-8 |
| 20 | 6 tháng 3 năm 2020  | 978-4-253-22220-4 |
| 21 | 6 tháng 8 năm 2020  | 978-4-253-22227-3 |
| 22 | 8 tháng 12 năm 2020 | 978-4-253-22230-3 |
| 23 | 7 tháng 5 năm 2021  | 978-4-253-22318-8 |
| 24 | 8 tháng 9 năm 2021  | 978-4-253-22319-5 |
| 25 | 7 tháng 1 năm 2022  | 978-4-253-22320-1 |
| 26 | 8 tháng 6 năm 2022  | 978-4-253-28211-6 |
| 27 | 8 tháng 12 năm 2022 | 978-4-253-28212-3 |
| 28 | 8 tháng 6 năm 2023  | 978-4-253-28213-0 |
| 29 | 7 tháng 9 năm 2023  | 978-4-253-28214-7 |
| 30 | 5 tháng 1 năm 2024  | 978-4-253-28215-4 |

### Light novel
Một phiên bản tiểu thuyết ngoại truyện tên Darwin's Game ~Flag Game~ (ダーウィンズゲーム ～フラッグゲーム～) làm tiền truyện cho nội dung của manga cũng được sáng tác bởi FLIPFLOP, bắt đầu đăng tuần tự trên tạp chí về shōnen manga tên Weekly Shōnen Champion của Akita Shoten kể từ 17 tháng 1 năm 2020. Nội dung của tiểu thuyết nói về quá khứ của nhân vật Shuka và Rein.

### Anime
Bản chuyển thể anime được thông báo vào tháng 11 năm 2018 sau khi tập 16 của manga phát hành. Anime được đạo diễn bởi Tokumoto Yoshinobu và do Miyama Shū biên kịch, Shū là một tác giả của FLIPFLOP đồng thời là  người sáng tác bộ truyện, phần hoạt họa do xưởng phim Nexus sản xuất và Kazuya Nakanishi lo phần thiết kế nhân vật. Suehiro Kenichiro soạn phần nhạc trừ hai bài mở đầu và kết thúc. Thời gian công chiếu bắt đầu từ ngày 3 tháng 1 năm 2020 trên nhiều kênh truyền hình Nhật bao gồm Tokyo MX, sau đó kết thúc với tập cuối vào 20 tháng 3, đặc biệt tập đầu tiên đã được kế hoạch dài gần 1 tiếng. ASCA thực hiện bài hát mở đầu "CHAIN" và Ayano Mashiro hát ca khúc cuối mỗi tập "Alive".

#### Danh sách tập phim
| Số tập | Tên                 | Ngày phát sóng      |
| --- | ------------------- | ------------------- |
| 1 | "Uijin (初陣)"      | 3 tháng 1 năm 2020  |
| Học sinh cao trung Sudou Kaname nhận lời mời vào Darwin's Game được gửi bởi người bạn Hamada, người bị giết trong một trận của trò chơi. Kaname chấp nhận lời mời và cài đặt trò chơi, khi cậu mở nó, một con rắn ảo xuất hiện từ màn hình và cắn vào cổ khiến cậu bất tỉnh. Trên đường về, cậu bị tấn công bởi đối thủ đầu tiên là Banda-kun, một người mặc đồ linh vật gấu trúc của một đội bóng chày. Không biết gì về trò chơi, Kaname bỏ chạy tìm sự giúp đỡ của cảnh sát, nhưng cảnh sát lại bị giết. Kịp thời người bạn Kyouda đã cứu cậu, tuy nhiên Kyouda bị đâm vào bụng, Kaname vác Kyouda đến một bãi đậu xe và gọi xe cứu thương, nhưng không thành do các cuộc gọi trợ giúp ngoài trận đấu đều vô dụng. Khi Banda-kun phát hiện Kaname trong nhà vệ sinh, cậu dùng bình chữa cháy đánh lạc hướng. Nhân cơ hội Banda tàng hình đã vô ý bị một chiếc xe đâm và thua trận, Banda biến mất để lại vết lõm hình khối dạng cơ thể anh tại hiện trường. Kaname vội vã đến chỗ Kyouda thì phát hiện Kyouda cũng đã biến mất do thiếu nhiều máu. Đánh bại được Banda, Kaname mở tính năng gacha của trò chơi và cậu nhận được một khẩu súng ngắn khi đổi điểm. Karino Shuka bất ngờ bởi Kaname hạ được đối thủ mạnh, bèn mời cậu đến một nhà kho để trả lời thắc mắc của cậu về trò chơi. Kaname hỏi làm thế nào thoát khỏi trò chơi và để biết thêm thông tin, cậu được Shuka yêu cầu phải cho cô xem sigil của cậu. Cô chèn ép tấn công Kaname đến khi cậu thức tỉnh Sigil, khi Kaname bị dồn vào tường, cậu phát hiện ra Sigil "tái tạo vũ khí mà đã chạm vào" của mình. Kaname thắng trận đấu kèm việc Shuka hiểu cậu không muốn bạo lực, Shuka đầu hàng để hai bên sống sót. Cả hai sau đó qua đêm tại một căn hộ. |                     |                     |
| 2 | "Shibuya (渋谷)"    | 10 tháng 1 năm 2020 |
| Shuka quyết định gia nhập một clan do Kaname thành lập, đồng thời tiết lộ với cậu điểm trong trò chơi có thể đổi thành tiền mặt. Một thời gian sau, cả hai hẹn nhau tại Shibuya với mục đích do thám khu vực cho sự kiện săn kho báu sắp tới. Shuka giải thích trò chơi không được tiết lộ đến công chúng, những người ngoài không chơi game. Cả hai đi mua sắm và trong khi chờ Shuka, Kaname bị một người chơi tên Inukai – với thông tin Kaname cung cấp từ nhà phân tích Rein – giật lấy điện thoại. Inukai cho biết bảo vệ điện thoại của mình trong trò chơi cũng là cách tránh tổn thương nếu để tuột mất. Đến một con hẻm cả hai thách đấu, Kaname áp đảo bằng cách lấy điện thoại từ túi quần Inukai và đe dọa phá hủy nó khiến Inukai đầu hàng. Khi Shuka đến chỗ cả hai là lúc sự kiện mới bắt đầu với việc dịch chuyển 300 người chơi đến nhiều khu vực kèm mục tiêu là thu thập nhẫn. Một người chơi cần ba chiếc nhẫn để xóa và thắng sự kiện, trong khi giết người chơi khác không có điểm nào. |                     |                     |
| 3 | "Hikigane (引き金)" | 17 tháng 1 năm 2020 |
| Những người chơi được đặt rải rác xung quanh Shibuya trong khi Kaname nằm trong một căn phòng tại tầng thứ 27 của một khách sạn. Khi mở điện thoại, cậu biết được có tổng cộng 300 chiếc nhẫn trong sự kiện. Sau khi lấy một chiếc nhẫn nằm gần đó, Kaname phát hiện một số người chơi lân cận đã bị giết. Khi xuống một tầng về phía cầu thang, cậu nhận thấy lối đi bị chặn bởi một rễ, gốc cây do sigil của người chơi, cậu đi lên và gặp một người bước ra thang máy bắn súng vào cậu. Kaname tẩu thoát đến thang máy tuy nhiên bị chắn đường, cậu bèn thương lượng với người chơi kia để đưa anh ta chiếc nhẫn đổi lấy không bắn nhau, ngưởi chơi kia bỏ qua và đi vào thang máy phía sau. Ngay sau khi gặp Rein, cô đã cảnh báo Kaname không nên dùng thang máy vì cả hai phát hiện người chơi kia đã bị kẹt trong thang máy. Kaname hợp tác sống sót cùng Rein và cậu nhận thấy nhiều người chơi khác đang đến chỗ cả hai, nhẫn có khả năng định vị người giữ nó nhưng cả hai sở hữu chiếc nhẫn nào. Kaname suy đoán người dùng sigil rễ cây đã điều khiển các người chơi khác đuổi theo họ vì họ bị theo dõi bằng camera giám sát. Kaname và Rein sau đó liền phá hủy các camera họ đi qua để che giấu vị trí. |                     |                     |
| 4 | "Hibana (火花)"     | 24 tháng 1 năm 2020 |
| Sau khi vô hiệu hóa camera, Kaname cùng Rein trốn vào một căn phòng và lên kế hoạch cho bước đi tiếp theo. Dù vậy kẻ dùng sigil đã biết chính xác nơi họ trốn, khi điều khiển các người chơi vào hắn nhận ra đã bị mắc bẫy: Rein phá rễ cây chắn cầu thang bằng lựu đạn để thu hút chú ý của các người chơi, trong khi Kaname dùng sigil để tạo dây trèo xuống tầng một từ bên ngoài, Rein thả lựu đạn choáng và sốc điện vào người chơi bị điều khiển, tạo cơ hội cho Kaname đến chỗ kẻ dùng sigil. Cậu đối mặt với kẻ dùng sigil lúc này lộ tên là Ichiro dẫn đến kết quả Ichiro bị đánh bại, Rein đến sau cùng và tiết lộ danh tính của ông. Cô cũng cho biết clan "Eighth" chuẩn bị tấn công khách sạn để thu thập những chiếc nhẫn còn lại, cô đề nghị Ichiro nên hợp tác với Kaname để chống lại Eighth. |                     |                     |
| 4.5 | "Kioku (記憶)"      | 31 tháng 1 năm 2020 |
| Tập phim thuật lại nội dung 4 tập trước. |                     |                     |
| 5 | "Suisō (水葬)"      | 7 tháng 2 năm 2020  |
| 6 | "Kongō (金剛)"      | 14 tháng 2 năm 2020 |
| 7 | "Assai (圧砕)"      | 21 tháng 2 năm 2020 |
| 8 | "Heion (平穏)"      | 28 tháng 2 năm 2020 |
| 9 | "Kettō (決闘)"      | 6 tháng 3 năm 2020  |
| 10 | "Kyū ō (旧王)"      | 13 tháng 3 năm 2020 |
| 11 | "Ketsumei (血盟)"   | 20 tháng 3 năm 2020 |

### Akita Shoten
1. ↑  "別冊少年チャンピオン 2013年1月号". Akita Shoten (bằng tiếng jat). Truy cập ngày 31 tháng 3 năm 2020.{{Chú thích web}}:  Quản lý CS1: ngôn ngữ không rõ (liên kết)
2. ↑  "ダーウィンズゲーム 第1巻". Akita Shoten (bằng tiếng Nhật). Truy cập ngày 31 tháng 3 năm 2020.
3. ↑  "ダーウィンズゲーム 第2巻". Akita Shoten (bằng tiếng Nhật). Truy cập ngày 31 tháng 3 năm 2020.
4. ↑  "ダーウィンズゲーム 第3巻". Akita Shoten (bằng tiếng Nhật). Truy cập ngày 31 tháng 3 năm 2020.
5. ↑  "ダーウィンズゲーム 第4巻". Akita Shoten (bằng tiếng Nhật). Truy cập ngày 31 tháng 3 năm 2020.
6. ↑  "ダーウィンズゲーム 第5巻". Akita Shoten (bằng tiếng Nhật). Truy cập ngày 31 tháng 3 năm 2020.
7. ↑  "ダーウィンズゲーム 第6巻". Akita Shoten (bằng tiếng Nhật). Truy cập ngày 31 tháng 3 năm 2020.
8. ↑  "ダーウィンズゲーム 第7巻". Akita Shoten (bằng tiếng Nhật). Truy cập ngày 31 tháng 3 năm 2020.
9. ↑  "ダーウィンズゲーム 第8巻". Akita Shoten (bằng tiếng Nhật). Truy cập ngày 31 tháng 3 năm 2020.
10. ↑  "ダーウィンズゲーム 第9巻". Akita Shoten (bằng tiếng Nhật). Truy cập ngày 31 tháng 3 năm 2020.
11. ↑  "ダーウィンズゲーム 第10巻". Akita Shoten (bằng tiếng Nhật). Truy cập ngày 31 tháng 3 năm 2020.
12. ↑  "ダーウィンズゲーム 第11巻". Akita Shoten (bằng tiếng Nhật). Truy cập ngày 31 tháng 3 năm 2020.
13. ↑  "ダーウィンズゲーム 第12巻". Akita Shoten (bằng tiếng Nhật). Truy cập ngày 31 tháng 3 năm 2020.
14. ↑  "ダーウィンズゲーム 第13巻". Akita Shoten (bằng tiếng Nhật). Truy cập ngày 31 tháng 3 năm 2020.
15. ↑  "ダーウィンズゲーム 第14巻". Akita Shoten (bằng tiếng Nhật). Truy cập ngày 31 tháng 3 năm 2020.
16. ↑  "ダーウィンズゲーム 第15巻". Akita Shoten (bằng tiếng Nhật). Truy cập ngày 31 tháng 3 năm 2020.
17. ↑  "ダーウィンズゲーム 第16巻". Akita Shoten (bằng tiếng Nhật). Truy cập ngày 31 tháng 3 năm 2020.
18. ↑  "ダーウィンズゲーム 第17巻". Akita Shoten (bằng tiếng Nhật). Truy cập ngày 31 tháng 3 năm 2020.
19. ↑  "ダーウィンズゲーム 第18巻". Akita Shoten (bằng tiếng Nhật). Truy cập ngày 31 tháng 3 năm 2020.
20. ↑  "ダーウィンズゲーム 第19巻". Akita Shoten (bằng tiếng Nhật). Truy cập ngày 31 tháng 3 năm 2020.
21. ↑  "ダーウィンズゲーム 第20巻". Akita Shoten (bằng tiếng Nhật). Truy cập ngày 31 tháng 3 năm 2020.
22. ↑  "ダーウィンズゲーム 第21巻". Akita Shoten (bằng tiếng Nhật). Truy cập ngày 30 tháng 8 năm 2020.
23. ↑  "ダーウィンズゲーム 第22巻". Akita Shoten (bằng tiếng Nhật). Truy cập ngày 1 tháng 2 năm 2021.
24. ↑  "ダーウィンズゲーム 第23巻". Akita Shoten (bằng tiếng Nhật). Truy cập ngày 13 tháng 7 năm 2021.
25. ↑  "ダーウィンズゲーム 第24巻". Akita Shoten (bằng tiếng Nhật). Truy cập ngày 15 tháng 12 năm 2021.
26. ↑  "ダーウィンズゲーム 第25巻". Akita Shoten (bằng tiếng Nhật). Truy cập ngày 15 tháng 12 năm 2021.
27. ↑  "ダーウィンズゲーム 第26巻". Akita Shoten (bằng tiếng Nhật). Truy cập ngày 16 tháng 6 năm 2022.
28. ↑  "ダーウィンズゲーム 第27巻". Akita Shoten (bằng tiếng Nhật). Truy cập ngày 17 tháng 10 năm 2022.